# Eleições gerais na África do Sul em 2009
As eleições gerais sul-africanas de 2009 ocorreram em 22 de abril.

## O pleito
Mais de 23 milhões de eleitores foram às urnas para eleger o quarto presidente do país desde a queda do 'apartheid' em 1994. Os quase 20 mil centros eleitorais distribuídos por todo o país, com 97 mil urnas e mais de 215 mil agentes, receberam os votos para a eleição dos 400 integrantes da Assembleia Nacional, que depois designa o presidente sul-africano, e as câmaras legislativas e administrações das nove províncias do país. Mais de dez mil candidatos de 42 partidos políticos se apresentam para concorrer no pleito, mas somente 11 legendas participaram.

## Resultados
Pela quarta consecutiva, mesmo não tendo conseguido os dois terços dos votos esperados, o atual partido que governa o país venceu o pleito. O ANC (Congresso Nacional Africano, da sigla em inglês), e o agora presidente Jacob Zuma, de 67 anos, reuniram 65,9% dos votos, enquanto que a oposição, de Helen Zille conseguiu 12,73%.